# Конрад (граф Парижа)
Конрад (III) Чорний (фр. Conrad le Noir; пом. 22 березня 882) — граф Парижа з 866 року, граф Санса з 866 року, старший син Рудольфа I, графа Санса і Труа, і Хруодун.

## Біографія
Про Конрада відомо дуже небагато. Після смерті батька в 866 році Конрад успадкував графство Санс, а після загибелі Роберта Сильного успадкував з його володінь графство Паризьке. Він підтримував свого двоюрідного брата Гуго Абата і канцлера Гозлена.
Конрад помер 22 березня 882 року і був похований в абатстві Святого Колумба у Сансі. Дітей у нього не було, володіння його успадкував Гуго Абат.